# إعادة الإستماع (تقنية)

جزء من سلسلة عن (سحر الفوضى)

إعادة الإستماع (تقنية) (بالإنجليزية: Playback)‏ تقنية سحرية طورها ويليام س. بوروز، في المقام الأول كوسيلة لصب اللعنات على الأشخاص أو الأماكن. كان بوروز جزءًا من حركة سحر الفوضى، (ممارسة سحرية معاصرة تم تطويرها في البداية في إنجلترا في الستينيات، مستمدًة بشكل كبير من فلسفة الفنان والمنجم «أوستن عثمان سبير»). تم تطوير هذه التقنية، جنبًا إلى جنب مع أساليب أخرى مثل التقطيع، والتعليق عليها، طورها سحرة الفوضى في وقت لاحق مثل جينيسيس بي أورريدج، وفيل هاين، وديف لي. استخدم بوروز هذه التقنية لشن حرب سحرية ضد مواقع مختلفة، بما في ذلك «حانة موكا كوفي»، و«سيانتولوجيا لندن».

## التقنية
تتكون هذه التقنية من استخدام جهاز مسجل ذو شريط محمول لتسجيل صوت الموقع المستهدف، ثم إعادة زيارة الموقع على مدار عدد من الأيام وتشغيل الصوت بمستويات منخفضة أو لا شعورية. وصف بوروز التأثير بأنه "تسجيل خداع قاعدة الهدف نفسه، ثم إعادة تشغيله له بمستويات لا شعورية.
كتب بوروز في كتابه «إعادة التشغيل من عدن إلى ووترغيت»: «لقد لاحظت مرارًا أن هذه العملية البسيطة، وهي تسجيل التسجيلات والتقاط الصور لبعض المواقع التي ترغب في فك تشفيرها أو تدميرها، ثم إعادة تشغيل التسجيلات والتقاط المزيد من الصور، ستؤدي إلى وقوع حوادث وحرائق وعمليات إزالة، وخاصة الأخيرة. الهدف يتحرك».
استطرد بوروز: «إليك عينة من العملية التي تم إجراؤها ضد حانة موكا كوفي في 29 شارع فريث دابليو1، بدءًا من 3 أغسطس  1972. كان سبب العملية فظيعًا وغير مبرر، بمثابة كعكة الجبن السامة. نلتقط الصور، ونقف بالخارج، وندعهم يرونا... إنهم يتجولون هناك... ونأتي لاحقًا بمزيد من الصور... والتشغيل عدة مرات مع المزيد من الصور... لقد سقطت أعمالهم، بعد ما أستمرت أعمالهم تقصر ساعات أقصر وأقصر، وفي 30 أكتوبر 1972، تم إغلاق لصالح حانة الملكة للوجبات الخفيفة».
عزز بوروز التقنية الأساسية مع مرور الوقت، حيث قام بربط «ضوضاء المتاعب» في التسجيلات، و«تسجيلات أجراس الإنذار، وكسر الزجاج، ومحركات الإطفاء، بالإضافة إلى المؤثرات الصوتية للانفجارات والرشاشات وأعمال الشغب المسجلة من التلفزيون» ودمجها مع تقنية قص صورة الهدف المقصود من الصور، حرفيًا لإزالة الهدف من الوجود.